# Resolutie 51 Veiligheidsraad Verenigde Naties
Resolutie 51 van de Veiligheidsraad van de Verenigde Naties werd aangenomen op 3 juni 1948. Acht leden stemden voor, geen stemden tegen en drie onthielden zich: China, Oekraïne en de Sovjet-Unie. De Veiligheidsraad droeg de Kasjmircommissie op ter plaatse te gaan en haar werk te beginnen.

## Achtergrond
In januari 1948 werd de commissie opgericht die het conflict tussen India en Pakistan over de regio Kasjmir moest onderzoeken.

## Inhoud
De Veiligheidsraad bevestigde de resoluties 38, 39 en 47. De VN-commissie voor India en Pakistan kreeg de opdracht om meteen naar de regio Kasjmir te gaan en haar taken uit resolutie 47 te vervullen. Verder werd de commissie opgedragen de in de brief van de Pakistaanse minister van Buitenlandse Zaken van 15 januari (zie resolutie 39 paragraaf D) aangehaalde zaken te onderzoeken en hierover te rapporteren.
Lijst ·  38 ·  39 ·  40 ·  41 ·  42 ·  43 ·  44 ·  45 ·  46 ·  47 ·  48 ·  49 ·  50 ·  51 ·  52 ·  53 ·  54 ·  55 ·  56 ·  57 ·  58 ·  59 ·  60 ·  61 ·  62 ·  63 ·  64 ·  65 ·  66